# Athittayawong
Athittayawong, in lingua thai: สมเด็จพระอาทิตยวงศ์ (trascrizione RTGS: Somdet Phra Athittayawong) (Ayutthaya, 1620 – Ayutthaya, 1630), è stato il ventiquattresimo sovrano del Regno di Ayutthaya, fondato nel 1350 da Ramathibodi I nei territori dell'odierna Thailandia.
Fu il settimo e ultimo re della dinastia di Sukhothai, salì al trono quando aveva 10 anni e regnò per circa un mese prima di essere assassinato.

## Biografia

### Regno del padre
Era figlio di re Songtham e fratello minore del predecessore re Chetthathirat. Secondo quanto scrisse il diplomatico e storico olandese Jeremias Van Vliet, direttore nel XVII secolo dell'ufficio di Ayutthaya della Compagnia olandese delle Indie orientali, il padre era stato un re generoso, pacifico, liberale, devoto agli studi e alla fede religiosa; fu ammirato come uomo giusto da sudditi e stranieri. Dopo la sua morte, sarebbero passati molti anni prima che in Siam tornasse un periodo di benessere simile a quello che caratterizzò il suo regno.
Songtham era figlio di re Ekathotsarot (r. 1605-1610) e nipote del fratello di questi, re Naresuan (r. 1590-1605), che nel 1593 avevano liberato Ayutthaya dal vassallaggio alla Birmania e avevano ricostruito il Paese messo in ginocchio dalla dominazione birmana. Durante il regno di Ekathotsarot si era formata ad Ayutthaya una consistente colonia di giapponesi tra i quali si era messo in luce Yamada Nagamasa, che avrebbe avuto un ruolo importante durante i regni successivi. Songtham era salito al trono nel 1611 e si era distinto in politica estera per aver definitivamente aperto il Paese ai commerci con Portogallo, Inghilterra, Giappone e le Sette Province Unite (gli odierni Paesi Bassi). Aveva promosso fortunate campagne di guerra contro i birmani.
Durante il regno di Songtham, Yamada Nagamasa fu posto a capo della colonia giapponese ad Ayutthaya con il titolo di Okya Senaphimuk ed acquisì crescente potere a corte diventando uno dei più rappresentativi uomini di Stato. Combatté con successo al fianco delle truppe siamesi e organizzò le ambasciate di Ayutthaya in Giappone presso lo shōgun Tokugawa Ieyasu. Altrettanto potere ebbe in quel periodo il ministro e cugino del sovrano Okya Sri Worawong, che aveva ricevuto da Songtham questa importante carica malgrado in precedenza si fosse distinto per il suo carattere violento e ribelle finendo due volte in carcere.

### Regno del fratello Chetthathirat
Alla fine del 1628, Songtham si ammalò gravemente e si formarono a corte due fazioni, una che voleva come suo successore Sri Sin, fratello minore del re, ritenuto dai cronisti dell'epoca il legittimo erede al trono (Maha Uparat) e appoggiato dal popolo nonché dal potente Phraya Kalahom, mentre Yamada e Okya Sri Worawong spinsero per la nomina del quindicenne principe Chettha. Il re scelse Chettha come erede al trono, prima di morire il 22 dicembre 1628 all'età di 38 anni. Il nuovo sovrano prese il nome Chetthathirat e fu sin dall'inizio assoggettato ai voleri dell'Okya Sri Worawong, che lasciò questo titolo al fratello e si fece nominare Phraya Kalahom. L'ascesa al trono di Chetthathirat era stata contestata dal popolo e lo fu ancora di più per una serie di delitti, il più grave dei quali fu quello dello zio Sri Sin, ritenuto pericoloso per la sua ambizione di diventare re. Sri Sin tentò di ribellarsi ma fu sconfitto e giustiziato nel Wat Khok Phraya.
Il Phraya Kalahom stava progressivamente accaparrandosi le prerogative della monarchia siamese e arrivò a organizzare per la morte della propria madre un funerale di Stato con il tipo di cremazione riservato alla famiglia reale, invitando le più alte personalità della corte. L'evento scatenò proteste e violente minacce da parte di Chetthathirat, che stava maturando una profonda invidia per il potere accumulato dal cortigiano. Il Phraya Kalahom si sentì in pericolo e con le proprie guardie attaccò il palazzo reale, il sovrano si rifugiò in un tempio ma fu catturato e giustiziato insieme alla madre Amarit nel Wat Khok Phraya, a meno di due anni dalla sua investitura.

### Il breve regno e la successione
Il Phraya Kalahom fece giustiziare anche Phraya Kamphengram, che con l'appoggio di Yamada ambiva al trono. Le successive proteste del ministro giapponese portarono alla nomina a sovrano di Athittayawong, che aveva solo 10 anni, ed il Kalahom si fece nominare reggente. Il prossimo passo del nuovo reggente fu quello di sbarazzarsi di Yamada, la cui influenza a corte gli dava ormai fastidio, e lo inviò a sedare una rivolta del governatore di Nakhon Si Thammarat, nel sud del regno.
Yamada riuscì nell'intento e fu soddisfatto di rimanere in quella città con la carica di governatore di una provincia la cui distanza dalla capitale gli garantiva ampi margini di autonomia. Liberatosi di Yamada, il reggente fece internare Athittayawong in un monastero e lo fece giustiziare nel 1630, dopo poco più di un mese da quando era stato nominato re. Secondo il diplomatico e storico olandese Jeremias Van Vliet, fu invece confinato in monastero fino al 1637, quando si unì a una ribellione ma fu catturato e giustiziato. Il reggente usurpò comunque il trono nel 1630 con il nome regale Prasat Thong. Fu la fine della dinastia di Sukhothai e l'inizio della dinastia Prasat Thong, che prese il nome dal suo capostipite.